# Девичий виноград
Де́вичий виногра́д (лат. Parthenocissus) — род растений семейства Виноградовые. Известно около дюжины видов этого рода из Азии и Северной Америки. Несколько видов девичьего винограда используются в декоративных целях, ягоды несъедобны.
Латинское название рода происходит от др.-греч. παρθένος (parthenos), «девственница», и др.-греч. κισσός (kissos, латинизированное cissus), «плющ». Название связано со способностью этих растений к образованию ягод без опыления.

## Виды

### Азиатские виды
- Пятилистные:
  - Parthenocissus henryana, Китай
  - Parthenocissus laetevirens

- Трёхлистные:
  - Parthenocissus chinensis
  - Parthenocissus heterophylla, Китай и Тайвань
  - Parthenocissus semicordata, Гималаи
  - Parthenocissus feddei

- Одно- и трёхлистные:
  - Parthenocissus dalzielii, восточная и юго-восточная Азия
  - Parthenocissus suberosa
  - Parthenocissus tricuspidata — Девичий виноград триостренный, восточная Азия

### Североамериканские виды
- Семи- и пятилистные:
  - Parthenocissus heptaphylla, Техас и Мексика
  - Parthenocissus inserta — Девичий виноград прикреплённый [syn.  Parthenocissus vitacea], запад и север Северной Америки
  - Parthenocissus quinquefolia — Девичий виноград пятилисточковый, восток Северной Америки